# Lejre
Lejre je železniční město ležící v severozápadní části ostrova Sjælland ve východním Dánsku. Ve staré severšitně se město jmenovalo Hleiðr či Hleiðargarðr. K 1. lednu 2024 zde žilo 3165 obyvatel.

## Historie

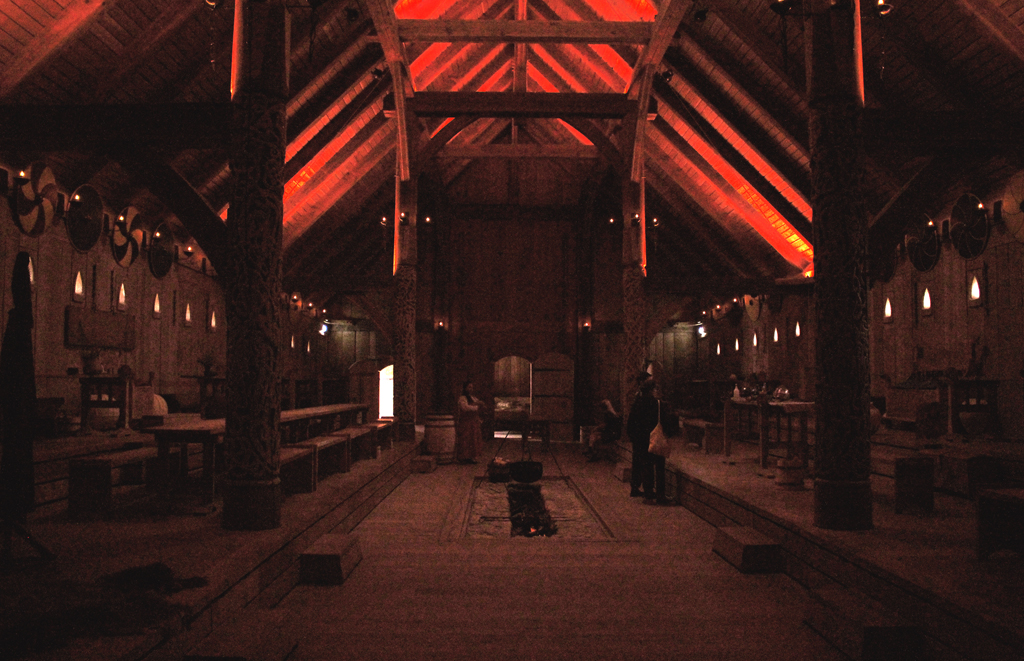
Interiér rekonstruované královské síně v Lejre

Roli Lejre v dánské historii lze přirovnat k roli švédské Gamly Uppsaly. Navíc se dlouho věřilo, že Lejre byl skutečný protějšek Heorotu, síně krále Hrothgara, který hraje ústřední roli v ději staroanglického eposu Beowulf.

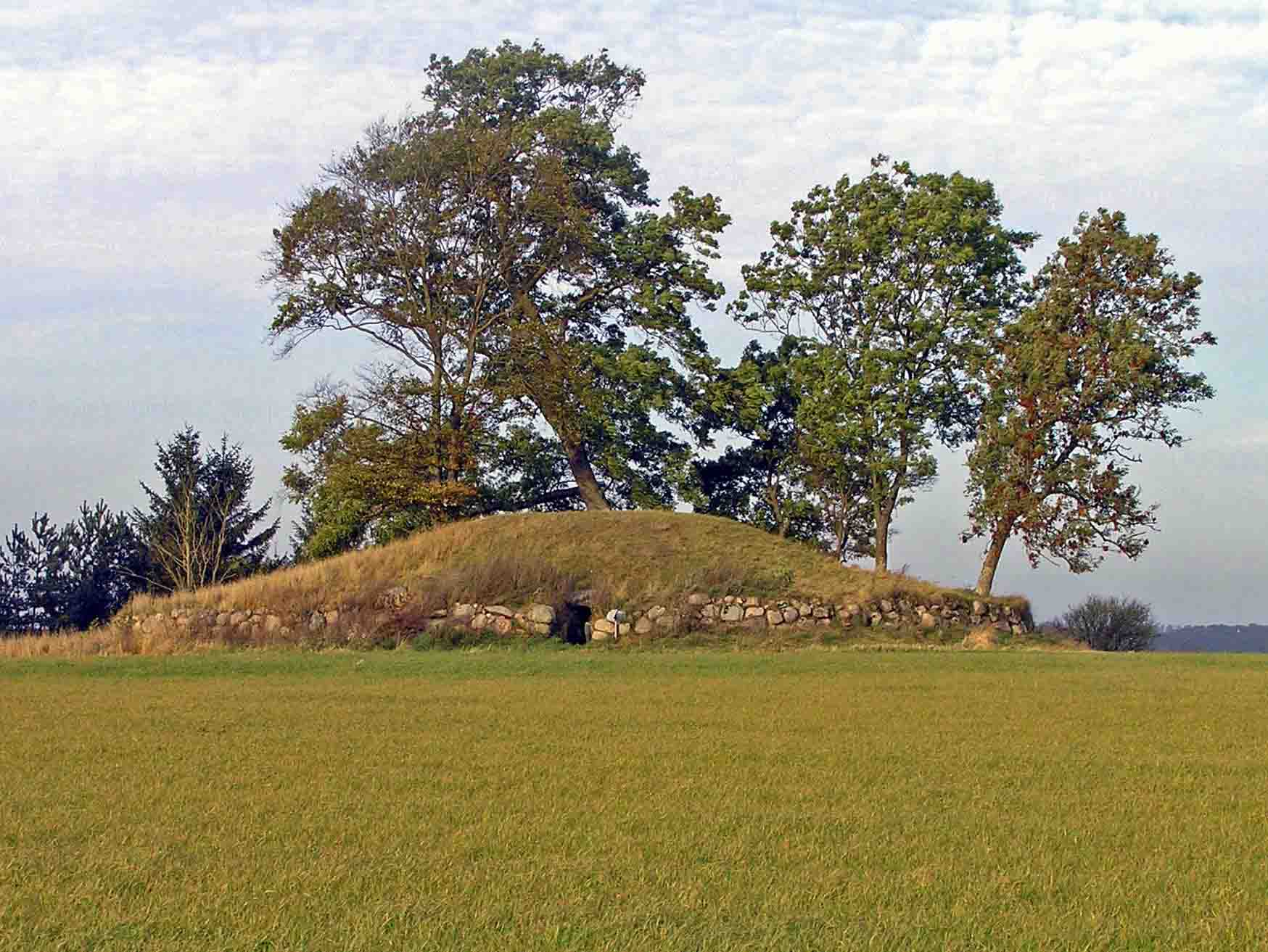
Øm jættestue, neolitický hrob nacházející se nedaleko Gammel Lejre

Také se objevily názory, že Lejre bylo hlavním městem domnělého království z doby železné, které se někdy nazývá království Lejre. Podle raných legend zde vládli králové z dynastie Skjöldung, předchůdci vládců, kteří v Dánsku panovali ve středověku. Legendy o králích z Lejre jsou známy z řady středověkých zdrojů, včetně Gesta Danorum, latinsky psané dánské kroniky jejímž autorem byl Saxo Grammaticus. Zmiňuje ji i anonymní Chronicon Lethrense neboli Kronika Lejre z 12. století. Jako domov dynastie Skjöldung (ve staré angličtině Scylding), o které je zmínka v Beowulfovi, bylo Lejre dlouho považováno za skutečný protějšek Heorotu, bájné královské síně, kde se odehrávala první část děje. Mezi dalšími díly středověké literatury, které vypráví o dobrodružstvích v Lejre, je nejznámější islandská sága o králi Hrolfovi Krakim datovaná do 14. století.
Archeologické vykopávky prováděné od 80. let 20. století potvrdily, že středověké legendy o Lejre, i když z velké části smyšlené, mají svůj reálný základ. Výzkumný tým vedený archeologem Tomem Christensenem z Roskildského muzea odkryl pozůstatky rozsáhlého sídlištního komplexu z doby železné a z éry Vikingů, které leželo těsně u vesničky Gammel Lejre (Staré Lejre). Byly zde objeveny jámy pro kůly pro několik velkých obdélníkových budov o délce přesahující i padesát až šedesát metrů. Musely to být síně mocných magnátů či králů. Přístavby a další stavby, jejichž pozůstatky byly objeveny ve stejné oblasti, naznačují, že Lejre bylo také řemeslným a obchodním centrem a také místem, kde se odehrávaly náboženské obřady. Relativní absence nálezů zbraní naznačuje, že místo bylo důležitější jako sociální a ekonomické centrum, než jako vojenská základna. Pozoruhodný nález, objevený náhodně pomocí detektoru kovů, je drobná stříbrná figurka datovaná do vikingského období, známá jako Ódin z Lejre. Nálezce postavu interpretoval jako Ódina sedícího na svém trůnu Hliðskjálf. Někteří vědci specializující se na oblečení Vikingů upozornili, že postava je oblečena v jednoznačně ženském šatu, což je přivedlo k teorii, že by postava ve skutečnosti mohla být bohyní Frigg.
Dalšími archeologickými lokalitami v okolí je pohřebiště, na kterém se nachází několik kamenných lodí, velká mohyla z doby železné určená pro kremace ("Grydehøj"), řada mohyl převážně z doby bronzové a několik neolitických komorových hrobů, včetně jednoho, který vešel ve známost jako mohyla Haralda Hildetanda.
Výše zmíněný sídelní komplex z doby železné pokrývá období zhruba od 550 do 1000 n. l., což potvrzuje význam tohoto místa, jak je uváděno ve středověkých legendách, před konverzí Dánska na křesťanskou víru, kdy bylo založeno nové království a novým hlavním městem se stalo Roskilde.
Spekulace o prehistorických dějinách této oblasti podpořila i zmínka v kronice Dětmara z Merseburku, který uvedl v jeho Chroniconu datovaném do 12. století, že se v Lejre dříve konaly každý devátý rok pohanské oběti.  Zalesněná stezka a jezero ležící západně od Lejre, bylo některými učenci označeno jako Herthadal, posvátný obětní okrsek bohyně Nerthus (také známá jako Hertha), jehož obřady popsal římský historik Tacitus v roce 40 ve své Germanii. Tato legenda však má málo společného se skutečným nalezeným komplexem z doby železné.

## Významní rodáci
- Maria Helsbøl, dánský badmintonista
- Carl-Emil Lohmann, dánský herec, tanečník a zpěvák[16]